# 嘘 (北國浩二の小説)
『嘘』（うそ）は、北國浩二による日本のミステリ小説。2011年7月6日にPHP研究所から刊行されたのち、2015年3月6日にPHP文芸文庫により文庫化された。
2024年6月7日に映画版が公開された。

## 登場人物
里谷千紗子
絵本作家。父親とは絶縁状態にあったが、ひとり暮らしの父親が認知症になったため、故郷に戻って介護をすることになる。
少年
千紗子が母親と偽って育てる男児。身体には虐待により受けたと思われる多数の傷がある。
孝蔵
千紗子の父親。
久江
千紗子の旧友。

## 映画
『かくしごと』のタイトルで、2024年6月7日に公開された。脚本と監督は関根光才、主演は杏。

### あらすじ
東京で売れない作家業を営む里谷千紗子は、父親が認知症で徘徊したとの連絡を受け、山深い集落の実家に里帰りした。父親を嫌い、介護認定を受けて施設に入れることしか考えない千紗子。父親は、千紗子が誰なのかも分からない状態だった。
幼馴染の久江と居酒屋で呑む千紗子。代行が遅れ、久江の運転で帰った2人は、夜道で9才の見知らぬ少年をはねてしまった。解雇を恐れて警察や病院への連絡を拒む久江。千紗子の実家に担ぎ込んだ少年には事故以外の傷があり、虐待が疑われた。
翌朝、目覚めた少年は自分の名前すら分からない記憶喪失になっていた。近くに遊びに来ていた家族連れの子供が川に流された事をニュースで知る千紗子。だが、虐待の可能性がある親に、少年を返す気になれない。千紗子には、事故で幼い息子を亡くし、それが原因で離婚した過去があったのだ。
川で息子を流された両親を安アパートに訪ねる千紗子。慈善団体の職員を装って話を聞くと、両親は再婚同士で、少年の義父のみならず実の母親までもが虐待に加担している様子だった。少年を自分で育てると決心し、「私の子供で名前は拓未」と告げる千紗子。さらわれていたが取り戻したという話を受け入れる少年(拓未)。
東京の出版社から千紗子の小説の書籍化の連絡が入り、以前に受けたインタビューも雑誌に載ることになった。集落の医師の亀田から認知症のアドバイスを受け、父親を理解しようと努める千紗子。そんな時、少年(拓未)の義父が現れた。インタビュー記事を読んだ義父はアパートを訪れた女だと気づき、千紗子の経歴を調べて、義理の息子が千紗子とこの集落にいることに気づいたのだ。少年(拓未)を売ってやるから金を寄越せと千紗子に襲いかかる義父。そんな義父をナイフで刺す少年(拓未)。落ちたナイフを手に取り、とどめを刺す千紗子。
殺人罪で裁判にかけられる千紗子。記憶喪失の少年を洗脳したことも問題にされたが、証言台に立った少年(拓未)は、きっぱりと、初めから記憶は失っていなかった。それでも自分の母親は千紗子だと証言した。

### キャスト
- 里谷千紗子：杏
- 犬養洋一 / 里谷拓未：中須翔真[4]
- 野々村久江：佐津川愛美[4]
- 亀田義和：酒向芳[4]
- 木竜麻生[4]
- 丸山智己[4]
- 河井青葉[4]
- 犬養安雄：安藤政信[4]
- 里谷孝蔵：奥田瑛二[4]

### スタッフ
- 原作：北國浩二『嘘』（PHP文芸文庫刊）
- 脚本・監督：関根光才
- 音楽：Aska Matsumiya
- 主題歌：羊文学「tears」F.C.L.S.（Sony Music Labels Inc.）[4][5]
- エグゼクティブプロデューサー：松岡雄浩、津嶋敬介、小西啓介[4]
- 企画・プロデュース：河野美里[4]
- プロデューサー：服部保彦、石川真吾、櫻田惇平[4]
- アソシエイトプロデューサー：青木真代
- 撮影：上野千蔵
- 照明：西田まさちお
- 録音：西條博介
- 美術：宮守由衣
- 装飾：野村哲也
- 衣装：立花文乃
- ヘアメイク：那須野詞
- 編集：本田吉孝
- 音響効果：渋谷圭介
- 助監督：亀谷英司
- 制作担当：入江広明
- ラインプロデューサー：渡辺修
- 助成：文化庁文化芸術振興費補助金（映画創造活動支援事業）独立行政法人日本芸術文化振興会
- 配給：ハピネットファントム・スタジオ
- 企画・制作：ホリプロ
- 製作幹事：メ〜テレ、ホリプロ
- 製作：「かくしごと」製作委員会（メ〜テレ、ホリプロ、ハピネットファントム・スタジオ、ポニーキャニオン、トーハン、ZENA STYLE、グラスゴー15）